# وست اند، گرند باهاما
وست اند (به انگلیسی: West End) شهری در کشور باهاما است که جمعیت آن در سرشماری سال ۲۰۰۹ میلادی، ۱۳٬۰۰۴ نفر بوده‌است.